# Jazzu
Jazzu, pseudonimo di Justė Arlauskaitė (Vilnius, 23 aprile 1988), è una cantante e attrice lituana, ex membro del duo musicale Leon Somov & Jazzu.

## Biografia
Nel 2002 si è diplomata alla scuola di musica ed è entrata a far parte del Juozo Tallat-Kelpšos konservatorija di Vilnius. Successivamente ha studiato presso la Thames Valley University di Londra, riuscendo a conseguire una laurea. Dopo aver lasciato il duo musicale Leon Somov & Jazzu a fine 2018, ha intrapreso la carriera musicale da solista nello stesso anno, firmando un contratto con l'etichetta UAB Creative Industries.
Il primo album in studio eponimo dell'artista, messo in commercio nel mese di febbraio dell'anno seguente, ha fatto il proprio ingresso alla 2ª posizione della Albumų Top 100, bloccato da Thank U, Next di Ariana Grande. Il successo conquistato dal disco è stato sufficiente a garantire alla cantante la vittoria in tre categorie su sette nomination ai Muzikos asociacijos metų apdovanojimai, i principali premi musicali della Lituania. È stato anche certificato oro dalla AGATA per le oltre 2 500 unità equivalenti.
Nell'edizione tenutasi nel 2021 è stata candidata per altri due premi, per poi conseguire la sua prima top ten nella graduatoria dei singoli grazie a Vasara.
Keisti ženklai (2024), candidato per il M.A.M.A. all'album dell'anno, ha segnato il ritorno della cantante sulle scene musicali in cinque anni; il progetto ha debuttato al 44º posto della Albumų Top 100.

## Discografia

### Da solista

#### Album in studio
- 2019 – Jazzu
- 2024 – Keisti ženklai

#### Singoli
- 2018 – Aš skiriu tau šį lietų
- 2018 – Apie tave
- 2019 – Wild
- 2019 – Dumblas
- 2019 – I Should Have Known (con Jovani)
- 2019 – Keep It to Myself (con Jovani)
- 2020 – Welcome
- 2020 – Nusiplauni rankas
- 2021 – Vasara
- 2022 – Sapnas
- 2022 – Mėnulio šviesoje
- 2023 – Išgėriau išrūkiau
- 2023 – Viskas puiku (con Gamka)
- 2023 – Šalta
- 2024 – Vilkolakis
- 2024 – Razor Blade
- 2025 – Nei mirę, nei gyvi (con Vaidas Baumila)

### Leon Somov & Jazzu
- 2009 – Updated
- 2010 – Score
- 2013 – Lees and Seas
- 2015 – Istorijos
- 2016 – Moments

## Filmografia

### Cinema
- We Will Riot, regia di Romas Zabarauskas (2013)
- Nuo Lietuvos nepabegsi, regia di Romas Zabarauskas (2016)
- Rockstarai, regia di Dominykas Kubilius (2024)

### Televisione
- Laisves kaina. Partizanai – serie TV, 10 episodi (2017)